# Dreams in Colour
 (janvier 2018).
Albums de David Fonseca
Our Hearts Will Beat As One
(2005) Between Waves
(2009)
Singles
1. Superstars
Sortie : 23 juillet 2007
2. Rocket Man
Sortie : 8 octobre 2007
3. Kiss Me, Oh Kiss Me
Sortie : 2007

Dreams In Colour est le troisième album solo du chanteur pop rock portugais, chantant en anglais, David Fonseca, sorti en octobre 2007 chez Universal Music Portugal.

## Présentation
Précédant la sortie officielle de l'album, en juillet, le single Superstars est publié.
Le deuxième single, paru en même temps que l'album, Rocket Man (I Think It's Going to Be a Long, Long Time), est une reprise du classique d'Elton John et Bernie Taupin, Rocket Man. La vidéo de ce titre sort le 17 novembre.
Le troisième single, Kiss Me, Oh Kiss Me, bénéficie d'une large diffusion sur les radios portugaises[réf. nécessaire].
Pour chacun des singles, un clip vidéo est produit.
Dreams In Colour atteint la 1re place dans les classements portugais et reste classé 22 semaines.

## Liste des titres
Toutes les chansons sont écrites et composées par Little David Boy.
| 1.    | Intro                                                                          | 0:24 |
| 2.    | 4th Chance                                                                     | 4:05 |
| 3.    | Kiss Me, Oh Kiss Me                                                            | 4:04 |
| 4.    | Rocket Man (I Think It's Going to Be a Long, Long Time) (reprise d'Elton John) | 4:38 |
| 5.    | Silent Void                                                                    | 4:46 |
| 6.    | This Wind, Temptation                                                          | 3:49 |
| 7.    | I See the World Through You                                                    | 4:57 |
| 8.    | Superstars II                                                                  | 4:08 |
| 9.    | This Raging Light                                                              | 4:45 |
| 10.   | Feet on Stones                                                                 | 4:12 |
| 11.   | Dreams in Colour                                                               | 3:34 |
| 43:22 |                                                                                |      |

| 1.   | If Our Hearts Do Ache          |  |
| 2/3. | Song To The Siren / Who Are U? |  |
| 4.   | (R De Ryan)                    |  |
| 5.   | How Do You Keep Love Alive     |  |
| 6.   | Let's Stick Together           |  |
| 7.   | I'm On Fire                    |  |

| 1. | Kiss Me, Oh Kiss Me (Live)  |  |
| 2. | Superstars II (Live)        |  |
| 3. | 4th Chance                  |  |
| 4. | I See The World Through You |  |
| 5. | Dreams In Colour            |  |